# Cooksonia
Cooksonia ist eine fossile Pflanzengattung, die vor allem aus dem Silur bekannt ist. Ihre Vertreter gehören damit zu den ältesten bekannten Landpflanzen.

## Merkmale
Cooksonia wurden nur wenige Zentimeter hoch. Die nackten Achsen waren gabelig (dichotom) verzweigt, verfügten über Spaltöffnungen und besaßen einen äußeren Ring von verdickten Zellen (Sterom). Die Sporangien standen endständig (terminal), die Sporen waren dickwandig. Die Achsen verfügten über echte Gefäße (Tracheiden).

## Systematik
Die Gattung Cooksonia wird traditionell zu den Rhyniophyta gestellt. Sie ist jedoch hochgradig polyphyletisch: Während einige Arten basale Vertreter der Eutracheophyten sind, steht Cooksonia cambrensis den Bärlapppflanzen nahe. Einige Arten sind:
- Cooksonia pertonii ist unter anderem aus dem späten Silur (Pridolium) von Hertfordshire, England, oder dem frühen Devon (Lochkovium) von Shropshire, England, bekannt. Die Sprossachsen sind möglicherweise unverzweigt, nackt und haben eine Außenschicht aus dickwandigen Zellen (Sterom). Es sind keine wasserleitenden Zellen erhalten. Die Epidermiszellen der Achse sind länglich, Spaltöffnungen sind vorhanden. Die Epidermiszellen des Sporangiums sind isodiametrisch. Die Sporangien sind oval, dabei breiter als hoch. Sie stehen terminal und besitzen keine erkennbaren Öffnungsstrukturen. Die Mikrosporen sind trilet (dreistrahlige Narbe). Cooksonia pertonii steht wie auch die folgende Art ganz an der Basis der Eutracheophyten (vgl. Kladogramm in Gefäßpflanzen).

- Cooksonia caledonica ist unter anderem aus dem Lochkovium von Angus, Schottland, bekannt. Die Achsen sind nackt und gleichmäßig dichotom mindestens viermal verzweigt. Anatomie oder Cuticula sind nicht bekannt. Die Sporangien sind oval bis nierenförmig, stehen terminal und öffnen sich möglicherweise in zwei gleiche Klappen. Sporen und Gametophyt sind unbekannt.
- Cooksonia cambrensis ist aus fragmentarischen Fossilien der unteren Red Marl Gruppe der Freshwater East Bay, Dyfed, Wales, aus dem späten Silur (Pridolium) beschrieben worden. Die Achsen sind nackt und zumindest einmal gleichmäßig dichotom verzweigt. Anatomie, Spaltöffnungen oder Cuticula-Eigenschaften sind nicht bekannt. Die Sporangien sind kreisförmig bis elliptisch und stehen terminal. Öffnungsmechanismen sind nicht bekannt.
- Cooksonia hemisphaerica wurde aus dem unteren Old Red Sandstone von Shropshire, England, aus dem Lochkovium beschrieben. Die Achsen sind bis zu 6,5 Zentimeter lang, nackt und verzweigen sich mindestens einmal gleichmäßig dichotom. Der Achsendurchmesser beträgt rund 1,5 Millimeter. Die Sporangien sind halbkugelig bis elliptisch und stehen terminal. Die Stomata sind nicht bekannt. Die Mikrosporen sind kugelig, glatt und 23 bis 35 Mikrometer im Durchmesser.

- Cooksonia banksii wurde erst 2002 aus dem Unteren Devon (Lochkovium) von Shropshire, England, beschrieben. Der sporenhaltige Bereich ist hier in die erweiterte Spitzenregion der Achse eingeschlossen. Die Höhlung ist von einer glatten, nichtzellulären Schicht ausgekleidet. Deutlich Zellen finden sich nur am Sporangien-Rand. Die Sporen zählen zu Ambitisporites avitus.[2]

## Zeitliche und geographische Verbreitung
Cooksonia wurde in Wales in Ablagerungen aus dem mittleren Silur (Ludlow) gefunden und sind damit bis zu 423 Mio. Jahre alt. Cooksonia-ähnliche Sporangien aus Irland werden ins Wenlock (428 Mio. Jahre) datiert. Die Funde reichen bis ins Emsium im Unteren Devon, das vor 397 Mio. Jahren endete. 
Fossilien der Gattungen wurden praktisch weltweit gefunden, überwiegend jedoch in Gebieten des ehemaligen Kontinents Laurasia, etwa in den USA, Kanada, Schottland, der ehemaligen Tschechoslowakei, Wales, Libyen und Sibirien. Funde etwa von Südamerika sind selten.

## Botanische Geschichte
Die Gattung wurde von William Henry Lang nach Isabel Clifton Cookson, einer Paläontologin, benannt.

## Belege
- Paul Kenrick, Peter R. Crane: The Origin and Early Diversification of Land Plants. A Cladistic Study. Smithsonian Institution Press, Washington D.C. 1997, S. 324–326. ISBN 1-56098-729-4
- Thomas N. Taylor, Edith L. Taylor: The Biology and Evolution of Fossil Plants. Prentice Hall, Englewood Cliffs 1993, S. 191f. ISBN 0-13-651589-4